# Scytodes humilis
Scytodes humilis är en spindelart som beskrevs av Ludwig Carl Christian Koch 1875. Scytodes humilis ingår i släktet Scytodes och familjen spottspindlar.
Artens utbredningsområde är Etiopien. Inga underarter finns listade i Catalogue of Life.